# Hồ Chí Minh

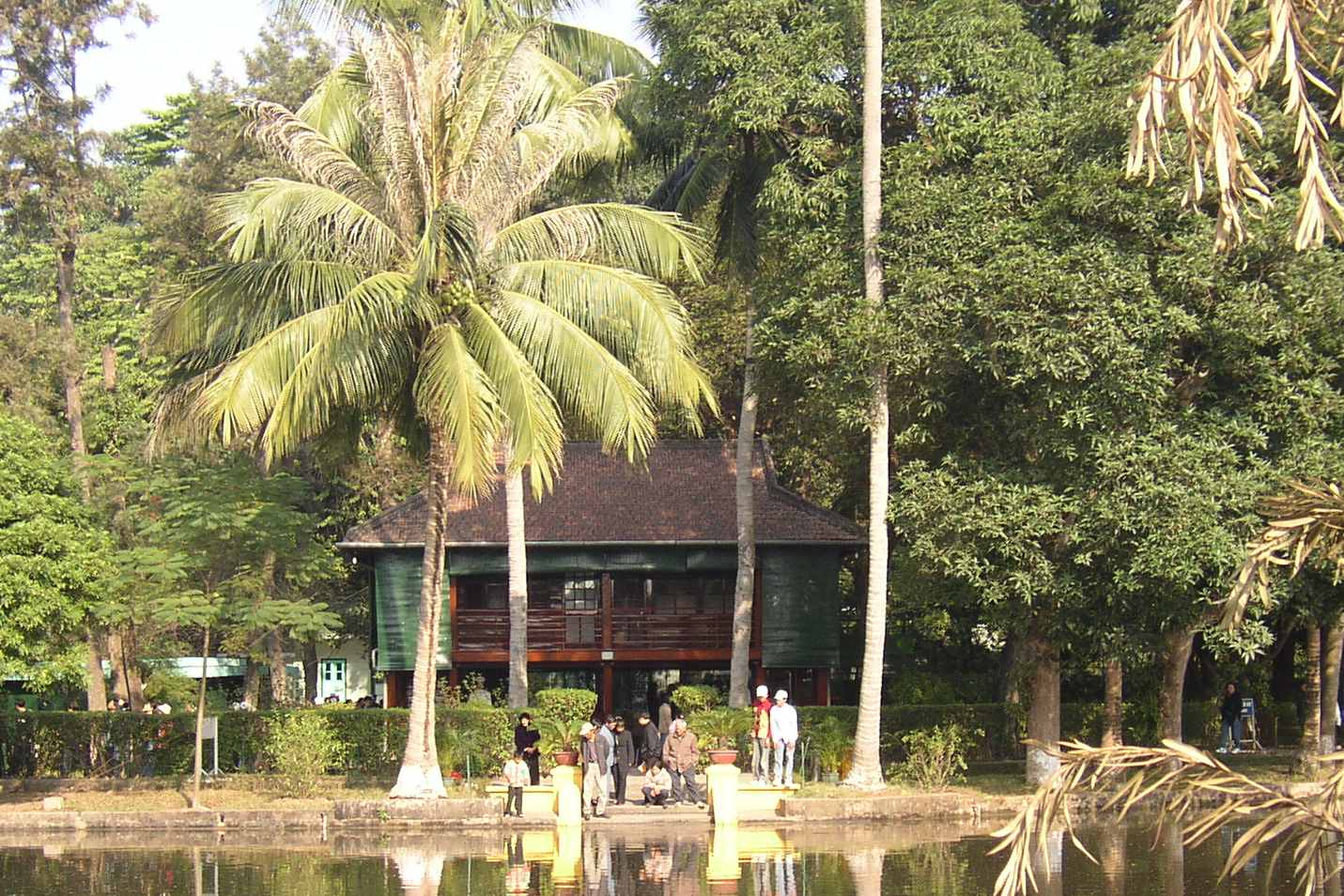
Dom Hồ Chí Minha w Hanoi

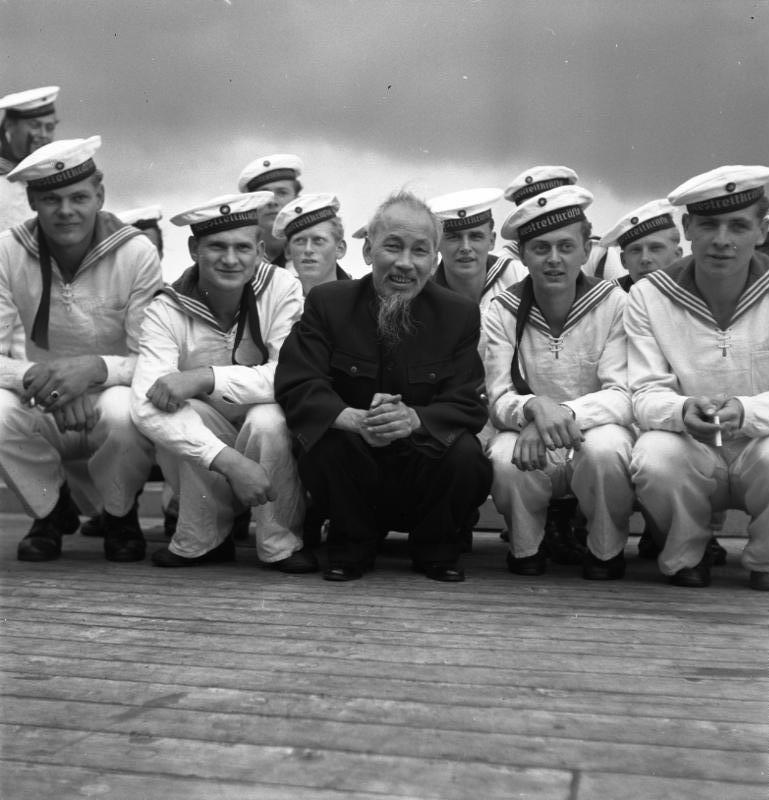
Hồ Chí Minh ze wschodnioniemieckimi marynarzami

Hồ Chí Minh, chữ nôm 胡志明; wym. [hô̤ tɕǐmɪŋ]ⓘ, właśc. Nguyễn Sinh Cung, również Nguyễn Tất Thành i Nguyễn Ái Quốc (ur. 19 maja 1890 w prowincji Nghệ An, zm. 2 września 1969 w Hanoi) – wietnamski polityk komunistyczny, założyciel i przywódca polityczny Komunistycznej Partii Indochin, premier (1954) i prezydent (1945–1969) Demokratycznej Republiki Wietnamu.

## Życiorys

### Wczesna działalność
Hồ Chí Minh urodził się jako Nguyễn Sinh Cung prawdopodobnie w 1890 w prowincji Nghệ An, w rodzinie konfucjańskiego uczonego Nguyễn Sinh Sắc. Początkowo otrzymał imię Sinh Cung, które, gdy miał 10 lat, zmieniono mu zgodnie z miejscowym obyczajem na Tất Thành. Po ukończeniu szkoły otrzymał uprawnienia nauczycielskie, pozwalające mu pójść śladami ojca. Jednak powiązania jego rodziny z ruchem Đông Kinh Nghĩa Thục sprawiły, że Hồ Chí Minh wcześnie zetknął się z działaczami narodowowyzwoleńczymi, co skierowało go w innym kierunku. W 1911 zamustrował na statek jako Văn Ba, pomocnik kucharza i wyruszył w podróż do Francji, a potem do Stanów Zjednoczonych i Anglii. Trzy lata spędził na morzu zwiedzając cały świat. W 1913  przybył do Stanów Zjednoczonych. Po roku popłynął do Londynu, gdzie pracował jako pomocnik kucharza. Prawdopodobnie wrócił wtedy do nazwiska Nguyễn Tất Thành. Uczył się angielskiego i poznawał poglądy socjalistów, irlandzkich separatystów i różnego pochodzenia nacjonalistów. W 1917  podobno wrócił do Francji, data ta jednak nie jest niczym udokumentowana. Według oficjalnych danych władz francuskich do Francji przybył dopiero w 1919  jako Nguyễn Ái Quốc (Nguyễn Patriota).
W Paryżu wstąpił do SFIO − francuskiej partii socjalistycznej. 19 czerwca 1919 napisał petycję do uczestników konferencji wersalskiej nawołującą do uznania praw narodu wietnamskiego do wolności i samostanowienia. Po zapoznaniu się z leninowskimi Tezami w kwestii narodowej i kolonialnej doszedł do wniosku, że komuniści mogą mu pomóc w wyzwoleniu Wietnamu. W grudniu 1920 wziął udział w kongresie SFIO w Tours, gdzie po rozłamie został jednym z założycieli Francuskiej Partii Komunistycznej. W 1921 wystawił w jednym z klubów swój monodram „Bambusowy Tygrys”, w którym portretował skorumpowaną wietnamską marionetkę, cesarza Khải Địnha. Podobno był to spektakl „w stylu Arystofanesa, nie pozbawiony werwy i wartości scenicznych”. Pisywał artykuły do gazet, nawet recenzje filmowe (w magazynie „Cinegraph”, pod pseudonimem Guy N'Qua). W 1921 r. utworzył Związek Międzykolonialny i zaczął wydawać czasopismo La Paria. Poznał wielu ówczesnych wpływowych działaczy i stał się popularny. Latem 1923 wyjechał po kryjomu do Berlina, a następnie do ZSRR. 27 stycznia 1924, tydzień po śmierci Lenina, moskiewska Prawda opublikowała jego artykuł: „Lenin i kolonie”. Latem 1924 wziął udział w V kongresie Kominternu, gdzie wybrano go na członka Biura Dalekowschodniego i wysłano do Kantonu – miał tam pomóc w organizacji ruchu komunistycznego. W Kantonie Nguyễn Ái Quốc założył Stowarzyszenie Wietnamskiej Młodzieży Rewolucyjnej, które wkrótce zdominowało wietnamski ruch rewolucyjny. Po przejęciu władzy w Chinach przez Czang Kaj-szeka Nguyễn Ái Quốc wrócił do ZSRR. Przez kilka miesięcy podróżował, biorąc udział w różnych zjazdach i kongresach. Na jesieni przyjechał do Syjamu, gdzie założył czasopismo Amity przeznaczone dla wietnamskich emigrantów. Do ogarniętego niepokojem kraju wrócić nie mógł. 10 października 1929 Sąd Cesarski na sesji w Vinh (prowincja Nghệ An) uznał go winnym zamieszek i w procesie zaocznym skazał na karę śmierci. W czasie jego nieobecności wśród działaczy partyjnych doszło do rozłamu, w wyniku którego utworzono kilka różnych organizacji i partii komunistycznych. Na początku 1930 przyjechał do Hongkongu, gdzie zorganizował spotkanie przywódców wietnamskich organizacji komunistycznych. W wyniku tej konferencji powołano Komunistyczną Partię Wietnamu (Đảng Cộng sản Việt Nam), którą w październiku tegoż roku przemianowano na Komunistyczną Partię Indochin (Đảng Cộng sản Đông Dương).
6 czerwca 1931  władze brytyjskie aresztowały Nguyễn Ái Quốca. Do ekstradycji jednak nie doszło. Rozgłoszona fałszywa wiadomość o jego śmierci odwróciła od niego uwagę władz francuskich i za cichym przyzwoleniem Brytyjczyków w styczniu 1933 udało mu się uciec do Chin. Wiosną 1934 dotarł do ZSRR. Okres pobytu w Moskwie jest bardzo słabo udokumentowany, jeśli nie liczyć jego własnych wspomnień wydanych w 1963 Wiadomo jednak, że nie ominęły go stalinowskie czystki i że w latach 1934-38 był politycznie nieaktywny. Pod koniec 1938 powrócił do Chin.

### Okres II wojny światowej
W drugiej połowie 1940 po krótkich walkach francuski rząd Vichy podpisał z Japonią traktat, na mocy którego Japończycy gwarantowali suwerenność i integralność kolonii francuskich w Indochinach, a w zamian otrzymywali pełną swobodę działań militarnych. Zachęcona tym projapońska, nacjonalistyczna Liga Odrodzenia Narodowego Wietnamu zorganizowała powstanie skierowane przeciwko władzom kolonialnym. Komuniści początkowo poparli powstanie, organizując własne oddziały partyzanckie, ale po klęsce powstańców w Kochinchinie uznali wystąpienia za przedwczesne i wycofali się. 28 stycznia 1941 Nguyễn Ái Quốc wrócił do Wietnamu, gdzie w górach prowincji Cao Bằng w jaskini Pác Bó zaczął organizować Ligę Walki o Niepodległość Wietnamu, zbrojną organizację zwaną w skrócie Việt Minh. Ponieważ Việt Minh wystąpił przeciwko Japończykom, uzyskał taktyczne poparcie Chin i USA.
W sierpniu 1942, przekradając się do Chin, Nguyễn Ái Quốc został aresztowany przez lokalne władze prowincji Guangxi i przetrzymywany w różnych więzieniach do 10 września 1943, po czym osadzony w areszcie domowym. W więzieniu spędza czas na pisaniu wierszy. W marcu władze Kuomintangu zdecydowały się go uwolnić. 9 sierpnia 1944 powrócił do jaskini Pác Bó, by kontynuować swoją działalność. W sierpniu 1945, już jako Hồ Chí Minh, został szefem Tymczasowego Rządu Rewolucyjnego Wietnamu i przywódcą antyjapońskiego powstania. Po kapitulacji Japonii wojska Hồ Chí Minha zajęły Tonkin, czyli północną część kraju, zmusiły 25 sierpnia cesarza Bảo Đại do abdykacji. 2 września na wiecu w Hanoi proklamował niepodległość Demokratycznej Republiki Wietnamu co odbyło się przy cichym poparciu USA, w deklaracji odwołał się do deklaracji niepodległości Stanów Zjednoczonych i Deklaracji Niepodległości Francji.

### I wojna indochińska
6 marca 1946 w Paryżu rząd Demokratycznej Republiki Wietnamu i Republiki Francuskiej podpisały porozumienie, uznając Wietnam Północny za państwo wolne, z własnym rządem, parlamentem i wojskiem, ale stanowiące część indochińskiej Unii Francuskiej. Na południu kraju, w Annamie i Kochinchinie, które od 1862 roku były koloniami francuskimi, 6 marca 1946 Francja przywróciła swoją administrację. Posuwająca się od północy Narodowa Armia Chińska, zmusiła rząd Hồ do zwrócenia się w lutym 1946 do Francji z prośbą o pomoc. Wietnam zgodził się na ograniczenie niepodległości w ramach kontrolowanej przez Francję Federacji Indochińskiej, w zamian za wymuszenie na Chinach wycofania wojsk z terytorium Wietnamu, co też się stało na gruncie ustaleń dwustronnych z 28 lutego. Po wkroczeniu wojsk francuskich do Hanoi doszło jednak 10 listopada 1946 do incydentu pomiędzy żołnierzami francuskimi a wietnamskimi w Hajfongu, efektem czego było wysunięcie przez Francję żądania przekazania portu. Wobec braku odpowiedzi osiem dni później wojska francuskie zajęły port siłą zabijając kilka tysięcy osób i w nocy z 19 na 20 listopada 1946 obaliły rząd Hồ Chí Minha. Komuniści wycofali się z miast i przystąpili do pierwszych uderzeń odwetowych. Działania Francji wsparte zostały przez USA, które zapewniły Francuzom nalot na pozycje Việt Minhu za pomocą bombowców startujących z lotniskowców na Morzu Południowochińskim. Wsparcie to nie przydało się jednak na tyle, na ile spodziewali się tego Francuzi, a wojska kolonialne zaczęły ponosić kolejne straty. Francuskie Siły Zbrojne ustąpiły ostatecznie z północnego Wietnamu w 1954 po przegranej bitwie pod Dien Bien Phu, która oznaczała koniec kolonialnego statusu Wietnamu.

### Prezydent Demokratycznej Republiki Wietnamu
Po konferencji genewskiej i podziale kraju został prezydentem Demokratycznej Republiki Wietnamu. Na mocy porozumień genewskich z 1954 Wietnam został tymczasowo podzielony wzdłuż 17. równoleżnika. Na północy powstało socjalistyczne państwo, a na południu niekomunistyczne państwo pod nazwą Republika Wietnamu pod rządami marionetkowego cesarza Bảo Đạia, którego w 1955 odsunął od władzy jego premier Ngô Đình Diệm, stając się prezydentem z woli Amerykanów. Premier Ngô Đình Diệm odwołał wybory które miały przesądzić o losie Południowego Wietnamu – premier obawiał się porażki w starciu wyborczym z twórcą niepodległego Wietnamu Hồ. W październiku 1957 roku miejscowi komuniści sformowali, na polecenie Hanoi, 37 uzbrojonych oddziałów i rozpoczęli pierwsze działania przeciwko rządowi w Sajgonie. Początkowo ograniczały się one do sporadycznych zamachów na przedstawicieli administracji i podporządkowywania sobie ludności wiejskiej na bardziej odludnych terenach – działania te nie zyskały wsparcia Hồ. Odwodził on swych towarzyszy z południa od „prowokowania reżimu Diệma”, bowiem uważał, że „na rewolucję jest jeszcze za wcześnie”.
W 1958, na 15. plenum Wietnamskiej Partii Pracujących, Biuro Polityczne większością głosów pomimo woli samego Hồ podjęło decyzję o poparciu powstania komunistycznego na południu. Podjęto też budowę tzw. szlaku Ho Chi Minha, służącego do transportu na Południe oddziałów wojskowych i zaopatrzenia. W efekcie siła bojowa wojsk komunistycznych w Wietnamie Południowym rosła w szybkim tempie, stając się poważnym zagrożeniem dla stabilności tego państwa. W latach 1960–1965 znacznie wzrosła też liczebność sił partyzanckich, zwanych dla celów propagandowych Vietcongiem. Hồ, pozostający w opozycji do działań komunistów zmierzających do szybkiego zjednoczenia kraju, zmarł 2 września 1969 w swoim domu w Hanoi. Przyczyną śmierci był atak serca. W związku z jego śmiercią w Wietnamie Północnym ogłoszono tygodniową żałobę narodową. Żałobę narodową ogłoszono m.in. w Algierii (3 dni) czy Korei Północnej (1 dzień). 9 września odbyła się ceremonia pogrzebowa Ho Chi Minha na placu Ba Dinh w Hanoi, gdzie uczestniczyło około 250 000 żałobników, w tym premier ZSRR Aleksiej Kosygin, wicepremier Chin Li Xiannian i kambodżański książę Norodom Sihanouk. 

## Odznaczenia
W 1957 otrzymał Order Odrodzenia Polski I klasy.